# Фісун Михайло Андрійович
Миха́йло Андрі́йович Фісу́н (11 липня 1909, Полтава — 21 червня 1994) — український диригент, педагог, композитор, музикознавець, фольклорист, засновник музею «Музична Полтавщина».

## Життєпис
Навчався в Полтавській початковій школі імені Панаса Мирного,, де учителем співів у нього був відомий бандурист В. А. Кабачок. Згодом навчався в Полтавській середній школі № 6 ім. І. Франка.
1927—1931 — навчання у Державному музично-драматичному інституті імені М. В. Лисенка в Києві (диригентсько-хоровий факультет), де його вчителями були О. Г. Климов, В. П. Смекалін, Л. М. Ревуцький, С. Ф. Тележинський, М. О. Грінченко, В. І. Мерзляков, І. Ф. Белза, Ю. О. Гиренко, М. Шевчук.
1932—1941 — завуч Полтавського музичного училища.
1941—1944 — офіцер 25-го окремого зенітно-артилерійського дивізіону та 1083-го зенітно-артилерійського полку Південно-Західного та Сталінградського фронтів.
У 1944 році був призначений художнім керівником фронтового ансамблю пісні і танцю Південно-Західного фронту.
1946—1950 — директор Полтавського музичного училища.
1954—1958 — художній керівник Полтавської філармонії.
1958—1966 — викладач кафедри музики і співу Полтавського педагогічного інституту, викладач Полтавського музичного училища ім. М. В. Лисенка.
Як фольклорист записав понад 700 народних пісень. Два збірники передано у фонди Інституту мистецтвознавства, фольклористики та етнології імені М. Т. Рильського НАН України.
Його фольклорні записи друкувалися у журналі «Народна творчість та етнографія» (1938, № 4), у збірниках «З альбомів збирачів народних пісень» (1963), «Українські народні пісні» (1955) та ін.
Після виходу на пенсію на громадських засадах завідував створеним ним у Полтаві музеєм «Музична Полтавщина».

## Визнання
- Почесна Грамота Верховної Ради України
- Заслужений працівник культури України (1990)[4]